# Мала Мислиня
Мала Мислиня (словен. Mala Mislinja) — поселення в общині Мислиня, Регіон Корошка, Словенія. Висота над рівнем моря: 1057,5 м.